# Nicolás de Ovando

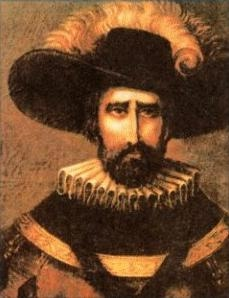
Nicolás de Ovando

Nicolás de Ovando y Cáceres (Brozas, 1451 – Madrid, 29 mei 1511) was een Spaanse militair en ridder in de Orde van Alcántara. Hij was gouverneur van Hispaniola van 1502 tot 1509. Zijn regering was misschien het meest bekend om zijn wrede behandeling van het inheemse Taínovolk op Hispaniola.

## Zijn jeugd
Nicolás de Ovando y Cáceres werd geboren in 1451 te Brozas, in een adellijke en vrome familie, als zoon van Diego Fernández de Cáceres y Ovando, eerste heer van het Casa del Alcázar Viejo, en zijn eerste vrouw Isabel Flores de las Varillas, een verre verwant van Hernán Cortés. Hij werd lid van de Militaire Orde van Alcántara, waar hij maestro (meester) of commandant-majoor werd. Deze broederschap, opgericht in 1156, kan worden vergeleken met de Orde van Tempeliers. Zijn oudste broer was Diego de Cáceres y Ovando.

## Benoeming tot gouverneur
Als commandant van de Lares Guahaba werd hij zeer gewaardeerd door de Spaanse katholieke koningen en in het bijzonder door koningin Isabella. De Spaanse Kroon besloot, op 3 september 1501, Francisco de Bobadilla te vervangen, en Ovando de derde gouverneur en kapitein-generaal van Indië, van de eilanden en van het vasteland van de oceaan te maken.

## Expeditie naar Hispaniola
Zo zeilde Nicolás de Ovando op 13 februari 1502 weg uit Spanje met een vloot van dertig schepen. Het was de grootste vloot die ooit naar de Nieuwe Wereld vertrok.
De dertig schepen vervoerden ongeveer 2.500 kolonisten. In tegenstelling tot eerdere ondernemingen van Christoffel Columbus, was deze groep kolonisten bewust gekozen om een dwarsdoorsnede van de Spaanse samenleving te vertegenwoordigen. Ovando's plan was om de economische ontwikkelingen van West-Indië te stimuleren en daarmee ook de Spaanse politieke, religieuze en bestuurlijke invloed in de regio. Samen met hem kwam ook Francisco Pizarro, die later westelijk Zuid-Amerika zou ontdekken en het Incarijk zou veroveren. Een ander schip vervoerde Bartolome de las Casas, een militair die later bekend werd als de "beschermer van de Indianen".

## Bestuur
Toen Ovando in Hispaniola aankwam, vond hij de inboorlingen in een staat van opstand. Hij onderdrukte deze opstand meedogenloos door een reeks van bloedige veldslagen. Het optreden van Ovando in Hispaniola was een van de grootste wreedheden jegens de Indianen. In 1492 toen de Spanjaarden arriveerden, waren er tussen de 200.000 en 300.000 inheemse inwoners, Taino indianen. In 1510 was hun aantal al teruggelopen tot 40.000.
Ovando stichtte meerdere steden op Hispaniola en ontwikkelde ook de mijnbouw, introduceerde de teelt van suikerriet met planten die hij had geïmporteerd van de Canarische eilanden en gaf opdracht voor ontdekkingsreizen. De Spaanse Kroon was niet alleen geïnteresseerd in het gebruik van de inboorlingen bij het helpen van de voedselvoorziening, maar ook wilde hij de inheemse arbeid benutten om het goud in de nabijgelegen gebieden te delven.
Ovando beval de eerste invoer van slaven van Afrikaanse afkomst in West-Indië. Veel mensen uit de Spaanse elite bestelden kleine aantallen slaven om als bediende in hun huizen te werken. Het grootste deel van de slaven moest op de suikerrietvelden werken.
In 1509 werd Ovando teruggeroepen door koning Ferdinand, in verband met een belofte die hij, bij het sterfbed van koningin Isabella, had gedaan. Hij werd opgevolgd door Diego Columbus, maar had toestemming om zijn bezittingen te behouden.
Hij stierf op 29 mei 1511 in Madrid en werd begraven in de kerk van San Benito d'Alcántara.

## Opmerking
Bij de reis van februari 1502 zou ook Hernán Cortés, een ver familielid van Ovando, meegaan, maar een blessure, weerhield hem op dat moment.
Ovando benoemde Hernán Cortés tot notaris en schonk hem een stuk land. Dit vormde voor Cortés de start van zijn carrière als conquistador.
- Bibliothèque nationale de France: cb165719528 (data)
- Gemeinsame Normdatei: 118976133
- Library of Congress Control Number: n2006097079
- Virtual International Authority File: 25402523
- WorldCat: E39PBJfrPMyBkgWPX3HCdXgBT3